# Vespa bimaculata
Vespa bimaculata är en getingart som beskrevs av Félix Édouard Guérin-Méneville 1838. Vespa bimaculata ingår i släktet bålgetingar, och familjen getingar. Inga underarter finns listade i Catalogue of Life.